# Povećanje grudi
Povećanje grudi, kod ženskih osoba, jedna je od najčešćih kirurških zahvata. Mnoge žene, imaju želju povećati svoje grudi, neke iz emocionalnih razloga, a neke iz estetskih. Žene imaju želju povećati svoje grudi, ne samo zbog promjene njihove veličine, već i zbog promjene oblika grudi.

## Implantati
Najčešće se zahvat operacije grudi, izvodi s mamarnim implantatima, ali nešto rjeđe i s implantatima, koji su punjeni fiziološkom otopinom. Najpoznatiji implantati koji se koriste su ujedno i najsuvremeniji, oni su punjeni kohezivnim silikonskim gelom. Kohezivni gel djeluje na stabilnost implantanata. Nekada su se silikoni punili s uljem, što nije davalo najbolje rezultate, jer bi grudi promijenile oblik nakon nekog vremena, te su se svakih desetak godina, takvi implantati, morali mijenjati.
Implantati, koji se koriste u današnje vrijeme, se ne moraju zamjenjivati. Grudi ne smiju povećati maloljetne osobe. Stoga, grudi se mogu povećati od osamnaeste godine.
Postoje dvije osnovne vrste implantata, to su okrugli implantati i anatomski implantati. Anatomski implantati su prirodnije oblikovani od okruglih. Okrugli implantati daju dojkama manje prirodan izgled, pa dojke nakon operacije izgledaju okruglo. Njihova prednost je kod okretanja u formiranom džepu. Oni kad se okreću ne uzrokuju promjenu oblika dojke.

## Tri osnovna tipa povećanja grudi
Postoje tri osnovna načina povećanja grudi, a to su, kroz donju polovinu areole (periareolarni), kroz pazuh (transaksilarni), i kroz brazdu koja dijeli dojku i prednji dio prsnog koša (inframamarni).

### Periareolarni način
Ovaj pristup povećanja grudi, se obavlja, isključivo kod ženskih osoba, koje ne planiraju trudnoću, jer oštećuje mliječne žlijezde, te su na taj način, funcije dojenja, poremećene. Ovaj tip, se vrši, kroz polukružni rez. Veliki nedostatak kod ovog tipa ugradnje implantata je taj da često bradavice trnu, a one su erogene zone. Ožiljci mogu biti jako vidljivi, ali i ne moraju, ovisi o osobi.

### Transaksilarni način
Ovaj tip operacije se obavlja kroz pazuh, a pazuh sadrži brojne žlijezde znojnice, te je zbog toga veća opasnost od infekcija. Dojke koje su operirane ovakvim način operacijskog zahvata, izgledaju neprirodno. Ovaj tip zahvata se sve manje koristi, jer je ožiljak nakon operacije jako vidljiv.

### Inframamarni način
Ovakav način je najčešći, njega koristi oko osamdeset posto kirurga u svijetu. Kod ovakvog načina operacije, najlakše je umetnuti implantant u formirani džep, te je kontrola kod krvarenja najbolja. Izgled dojki nakon operacije nije toliko umjetan. Ožiljak, koji ostaje nakon operacije, skoro pa nije vidljiv.

## Postupci prije operacije
Kad pacijentica dođe u ordinaciju, prvo se obavi temeljit razgovor s njom, da bi se utvrdile njezine želje. Treba se uzeti obiteljska anamneza i osobna anamneza. Nakon razgovora s pacijentom, razgovara se o implantatima i o njihovoj vrsti, te se nakon toga počinje s pregledom.
Pregledava se područje oko bradavica i mjeri se udaljenost između njih, i vrha prsne kosti. Nakon toga se određuje, koji implantant je najbolje rješenje za određenu pacijenticu.
Najvažniji dio pregleda je test, koji određuje lokaciju džepa u koji se stavlja implantant.Dojke se moraju pažljivo promotriti i trebaju se ustanoviti sve asimetrije na njima. Na kraju pregleda se pregledava i prednji zid prsnog koša. Najčešće se prilikom operacije koristi opća anestezija.
Najvažnije je odabrati odgovarajući implantant za određenu pacijenticu, u skladu s njezinim željama i očekivanjima. Preoperativni marking je vrlo važan prije svake operacije grudi.
On označava udaljenost bradavica od najviše točne prsne kosti, dimenzije implantanata, te veličinu džepa u koji će se umetnuti, medijalnu liniju prsnog koša i tako dalje. Implantati koji se umeću u formiramni džep ne smiju biti naborani, oni moraju potpuno ravno biti umetnuti i u potpunosti odgovarati dojki.
Implantanti ne smiju biti ni premaleni za džep na dojci. Asimetrija dojki mora biti popravljena. Rez, koji je napravljen tijekom operacije, vrlo je precizno isplaniran, gdje će se točno nalaziti i koliko će biti velik.
Implantant koji se umeće u džep se formira na rebra i međurebrene mišiće. pri umetanju implantanata se formirani džepovi redovito ispiru s antibiotskom tekućinom, kako ne bi došlo do inficiranja rane.
Prije nego što se implantant umetne, on se nalazi u otopini pjenušavog sredstva za dezinfekciju kože, na taj način implantant se lakše umeće, ali i na taj način, se sprječava opasnost od infekcije.
Nakon operacijskog zahvata rana se šiva trajnim šavom. Trajni šav, postavljen je ispod razine kože, kako bi bio što manje vidljiv ožiljak.

## Period nakon operacije
Kad operacijski zahvat završi, pacijentica ostaje narednih 24 sata u ordinaciji. Prvih 8 i 16 sati nakon operacije antibiotik se primjenjuje intravenski. Pacijentica ne osjeća bol zbog analgetika. Nakon analgetika pacijentica može koristiti tablete protiv bolova. Ranu bi se trebalo održavati suhom, te bi ju se trebalo previjati svaka dva dana.
U početku, prvih nekoliko dana nakon operacije, može doći do povišene tjelesne temperature. U prvih mjesec dana od obavljene operacije, pacijentica treba spavati na leđima.
Kada se izlazi iz ordinacije, nakon zahvata, pacijentica dobije fiksirajući grudnjak, koji drži i fiksira dojke. Fizičke aktivnosti se ne smiju obavljati prvih mjesec dana. Hematomi traju do mjesec dana od operacije na grudima.

## Komplikacije
Komplikacije koje se mogu pojaviti nakon estetske operacije dojki su razne infekcije, krvarenja, odbacivanje implantanata, stvaranje čvrste ožiljne ovojnice oko implantanata, asimetrija dojki i hipertrofični ožiljci.